# سيد كارول
سيد كارول (28 نوفمبر 1922 بسيدني في أستراليا - 12 أكتوبر 1984) (بالإنجليزية: Sid Carroll)‏ هو لاعب كريكت أسترالي.

## وصلات خارجية
- سيد كارول على موقع إي آس بي آن كريك إنفو (الإنجليزية)